# NGC 187
NGC 187 (również PGC 2380) – galaktyka spiralna (Sc), znajdująca się w gwiazdozbiorze Wieloryba. Odkrył ją Ormond Stone 3 listopada 1885 roku.